# IC 3866
IC 3866 ist ein Galaxienpaar vom Hubble-Typ S im Sternbild Haar der Berenike.
Das Objekt wurde am 27. Januar 1904 von Max Wolf entdeckt.